# Battaglia di Aspern-Essling
La battaglia di Aspern-Essling (22 maggio 1809) vide lo scontro fra l'esercito francese e quello austriaco nel contesto delle guerre napoleoniche nell'ambito della Quinta coalizione. Al tempo della battaglia, Aspern era un comune non distante da Vienna. Dal 1904 è stato incorporato nella capitale austriaca all'interno di un distretto metropolitano.
Lo scontro rappresentò una sconfitta tattica per Napoleone; i suoi piani per attraversare il Danubio e infliggere una sconfitta decisiva all'esercito nemico non ebbero successo a causa soprattutto di difficoltà logistiche e l'imperatore fu costretto a ritirarsi abbandonando temporaneamente il terreno conquistato a nord del fiume, ma strategicamente vinse mantenendo il controllo dell’isola di Lobau e di Vienna.

## Preparativi della battaglia
Vincendo questa battaglia, Napoleone avrebbe avuto il controllo totale del territorio di fronte Vienna. I ponti sul Danubio erano stati distrutti e l'esercito dell'arciduca Carlo si trovava nei paraggi di Bisamberg, un monte vicino a Korneuburg, sulla sponda sinistra del fiume. La prima preoccupazione dei francesi fu quella di attraversare il Danubio. L'isola di Lobau, una delle molte che dividono il fiume in piccoli canali, fu scelta come punto di passaggio, effettuando le truppe francesi diligenti preparativi che culminarono con l'occupazione dell'isola nella notte tra il 19 maggio ed il 20. La notte del giorno 20 vi si era riunita una gran quantità di uomini che attraversarono l'ultimo braccio del Danubio tra Lobau e la riva orientale. Le truppe di Masséna attraversarono il fiume giusto in tempo per evitare che le avanguardie austriache prendessero il controllo della riva. Senza lasciarsi intimorire dalle notizie di duri attacchi sulla sua retroguardia provenienti dal Tirolo e dalla Boemia, Napoleone guidò tutte le truppe disponibili verso i ponti ed all'alba del giorno 21 aveva concentrato 40 000 uomini sulla pianura di Marchfeld, la stessa zona che sarebbe stata lo scenario della battaglia di Wagram il seguente mese di luglio.
L'arciduca Carlo non resistette ai francesi sul fiume. La sua intenzione era quella di attaccare quando avesse attraversato una forza sufficiente, ma prima che il resto dell'esercito francese potesse raggiungerlo. Napoleone aveva accettato il rischio di un attacco di questo tipo, ma cercava contemporaneamente di minimizzarne i rischi indirizzando ogni battaglione disponibile sul fronte della battaglia. Le sue forze sul Marchfeld si situarono di fronte ai ponti orientati al nord, con l'ala sinistra nella cittadina di Aspern, Groß-Aspern, e la sua ala destra in Essling. Entrambi i paesi si trovavano vicini al Danubio e non potevano essere aggirati. Aspern si trovava su uno dei canali del fiume ed i francesi dovevano superare il terreno aperto tra le due cittadine ed avanzare per lasciare posto alle truppe che continuavano ad affluire.

## Il combattimento
Hiller, Bellegarde e Hohenzollern conversero su Aspern, mentre il principe Orsini-Rosenberg attaccò Essling. La cavalleria austriaca avanzava al centro, pronta ad affrontare qualunque unità di cavalleria francese che cercasse di attaccare la testa delle colonne. Durante il giorno 21 i ponti di barche si andarono facendo sempre più insicuri, a causa degli elementi atmosferici, ma i francesi attraversarono senza interruzioni durante tutto il giorno e la notte seguente. La battaglia cominciò ad Aspern; Hiller condusse i primi attacchi sul villaggio, ma il maresciallo Masséna si riprese e mantenne le posizioni con grande tenacia. La fanteria francese lottò quel giorno con maggior coraggio rispetto alle altre battaglie precedenti.

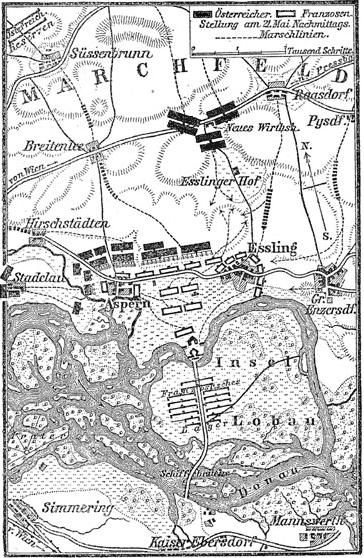
Schema della battaglia di Aspern-Essling

Le tre colonne austriache nonostante si battessero strenuamente non furono capaci di occupare più della metà del villaggio e al calar della notte Masséna manteneva le posizioni. Nel frattempo, la fanteria situata fra i due villaggi e di fronte ai ponti avanzava verso la battaglia per attaccare su questo fianco. Napoleone dirigeva invece verso il centro come diversivo. Il centro, sostenuto dalla cavalleria francese, caricava contro le posizioni di artiglieria austriache, che schierate su una lunga linea, battevano Aspern. La prima carica francese fallì, ed un secondo tentativo più deciso, con una grande carica di corazzieri, ottenne finalmente il risultato positivo desiderato da Napoleone. La cavalleria francese, guidata in maniera perfetta, eliminò i cannoni austriaci, cavalcando poi intorno ai quadrati della fanteria di Hohenzollen e sottraendosi all'inseguimento della cavalleria di Liechtenstein, si ritirò sulle loro posizioni originarie.
Nel frattempo ad Essling si svolgevano combattimenti quasi tanto disperati di quelli di Aspern. I corazzieri e lancieri francesi effettuarono dure cariche contro il fianco delle forze di Rosenberg, ritardando per molto tempo l'assalto di queste, e nei villaggi Lannes resisteva eroicamente, fino a che la notte mise fine agli scontri.
I due eserciti rimasero sulle loro posizioni, mentre ad Aspern francesi ed austriaci si trovavano a tiro di pistola. Questi ultimi avevano lottato duramente, al pari dei loro rivali. Napoleone notò che i soldati lottavano fino alla morte per la loro patria, e non soltanto per l'onore dei loro nobili condottieri. L'imperatore rinnovò i suoi sforzi cercando di concentrare quanti più uomini fosse possibile. Durante la notte un numero sempre maggiore di soldati francesi raggiunse le linee e prese posizione sul terreno.
All'alba del giorno 22 ricominciò la battaglia. Andrea Massena conquistò rapidamente Aspern, mentre contemporaneamente Rosenberg attaccava Essling. Lannes, tuttavia, resisteva disperatamente e, rinforzato dalla divisione di Saint Hilaire, respinse gli austriaci. Ad Aspern Masséna ebbe meno fortuna ed il contrattacco di Hiller e Bellegarde ebbe successo. Anche Lannes e Saint Hilaire contrattaccarono con successo Rosenberg.

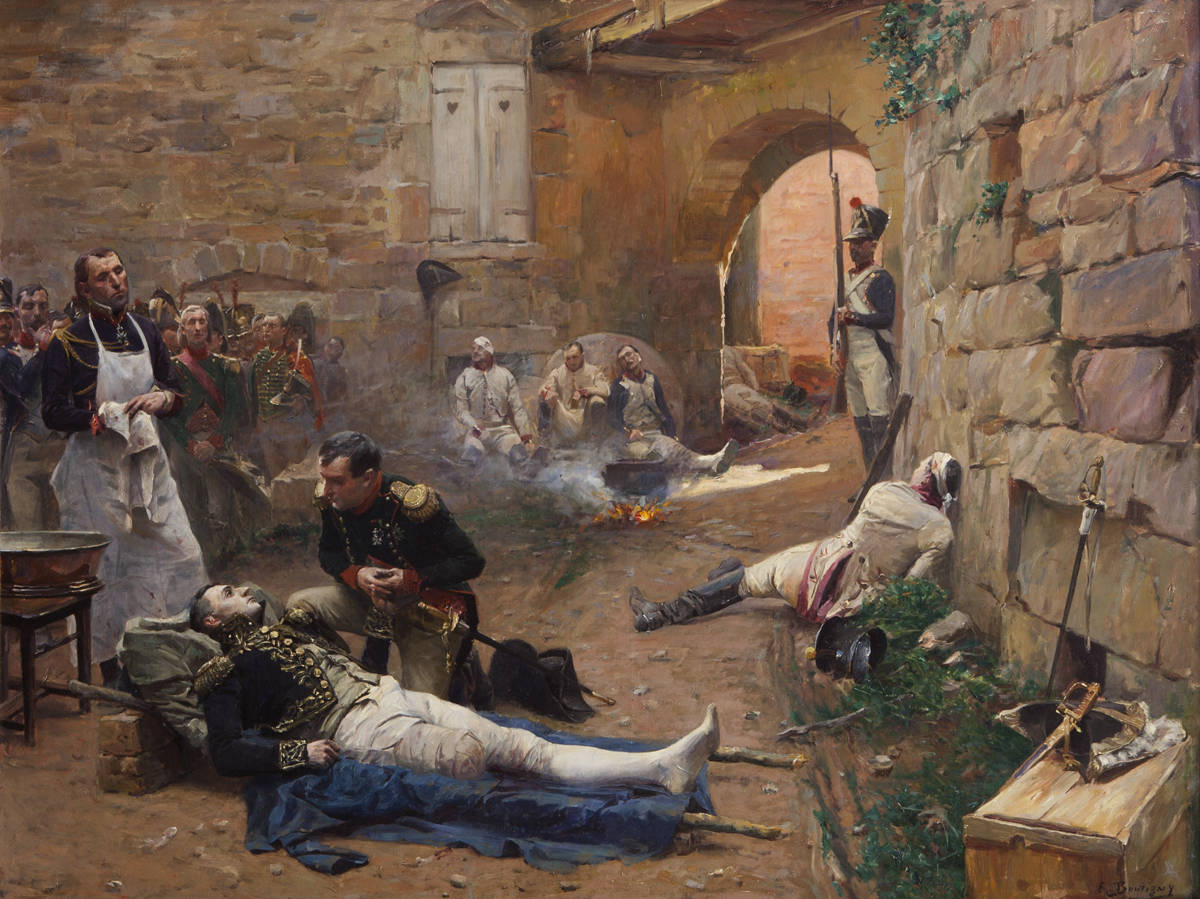
Napoleone assiste il maresciallo Lannes durante i suoi ultimi istanti di vita

Mentre ciò accadeva, Napoleone lanciava un grande attacco sul centro dello schieramento austriaco. Il grosso del centro francese, appoggiato da Lannes sulla sinistra e con la cavalleria in riserva, avanzò sfondando la linea austriaca sul fianco destro di Rosenberg ed Hohenzollen, e la vittoria era in pugno, quando l'Arciduca Carlo lanciò in battaglia le sue ultime truppe guidandole personalmente. Lannes respinse l'attacco con impeto lungo tutta la linea. Aspern intanto era stato perso e la notizia arrivò a Napoleone in un momento critico: i ponti di barche sul Danubio erano stati tagliati da pesanti chiatte lasciate alla deriva nella corrente dagli austriaci.
Napoleone sospese immediatamente l'attacco sul centro. Essling cadeva sotto un nuovo assalto di Rosenberg e mentre i francesi si ritiravano, il generale austriaco diresse i suoi sforzi verso il fianco del centro francese che a sua volta si ritirava lentamente lungo la riva. La ritirata fu terribilmente costosa e se non fosse stato per la resistenza di Lannes, i francesi sarebbero stati ricacciati al di là del Danubio dai furiosi attacchi dell'Arciduca che cercava invano di infrangere la resistenza di Lannes. La stanchezza di entrambi gli eserciti fece fermare i combattimenti. I francesi persero 23 000 uomini, tra i quali il generale di Saint Hilaire, dei 55 000 di cui disponevano. Gli austriaci ebbero circa 21 000 perdite su 96 000 effettivi. La battaglia di Aspern-Essling può essere considerata di esito sostanzialmente pari, poiché gli austriaci riuscirono a fermare l'attacco dell'esercito francese, ma la Grande Armée mantenne il controllo delle posizioni strategiche: l'isola di Lobau e la capitale austriaca, Vienna.